# 佩爾格
佩爾格（德語：Perg）是奧地利上奧地利州的城鎮，位於該國東北部，距離州府林茨35公里，面積26.44平方公里，海拔高度250米，2012年人口7,867，其中八成居民信奉羅馬天主教。